# Минимальный многочлен алгебраического элемента
Минимальный многочлен в теории полей — конструкция, определяемая для алгебраического элемента: многочлен, которому кратны все многочлены, корнем которых является данный элемент.
Минимальные многочлены используются при изучении расширений полей. Если задано расширение {\displaystyle E\supsetneq K} и элемент {\displaystyle \alpha \in E}, алгебраический над {\displaystyle K}, то минимальное подполе {\displaystyle E}, содержащее {\displaystyle K} и {\displaystyle \alpha }, изоморфно факторкольцу {\displaystyle K[x]/(f(x))}, где {\displaystyle K[x]} — кольцо многочленов с коэффициентами в {\displaystyle K}, а {\displaystyle (f(x))} — главный идеал, порождённый минимальным многочленом {\displaystyle \alpha }. Также понятие минимального многочлена используется при определении сопряжённых элементов.

## Определение
Пусть {\displaystyle E\supsetneq K} — расширение поля, {\displaystyle \alpha \in E} — элемент, алгебраический над {\displaystyle K}. Рассмотрим множество многочленов {\displaystyle f(x)\in K[x]}, таких что {\displaystyle f(\alpha )=0}. Это множество образует идеал в кольце многочленов {\displaystyle K[x]}. Действительно, если {\displaystyle f(\alpha )=0,g(\alpha )=0}, то {\displaystyle (f+g)(\alpha )=0}, и для любого многочлена {\displaystyle h(x)\in K[x]} {\displaystyle (f\cdot h)(\alpha )=0}. Этот идеал ненулевой, так как по предположению элемент {\displaystyle \alpha } алгебраичен; поскольку {\displaystyle K[x]} — область главных идеалов, этот идеал главный, то есть порождается некоторым многочленом {\displaystyle f(x)}. Такой многочлен определён с точностью до умножения на обратимый элемент поля; накладывая дополнительное требование, чтобы старший коэффициент {\displaystyle f(x)} был равен единице, то есть чтобы {\displaystyle f(x)} был приведённым многочленом, получается однозначное сопоставление произвольному алгебраическому элементу {\displaystyle \alpha } из данного расширения многочлена, который и называется минимальным многочленом {\displaystyle \alpha }. Из определения следует, что любой минимальный многочлен является неприводимым в {\displaystyle K[x]}.

## Примеры
- Пусть {\displaystyle K=\mathbb {Q} ,E=\mathbb {R} ,\alpha ={\sqrt {2}}}. Тогда минимальный многочлен числа {\displaystyle \alpha } — это {\displaystyle x^{2}-2}. Если же мы возьмём {\displaystyle K=\mathbb {R} }, то минимальный многочлен равен {\displaystyle x-{\sqrt {2}}}.
- {\displaystyle K=\mathbb {Q} ,E=\mathbb {R} ,\alpha ={\sqrt {2}}+{\sqrt {3}}}. Минимальный многочлен {\displaystyle \alpha } — это {\displaystyle x^{4}-10x^{2}+1}.
- {\displaystyle K=\mathbb {Q} ,E=\mathbb {R} ,\alpha ={\sqrt[{3}]{1+{\sqrt {2}}}}+{\sqrt[{3}]{1-{\sqrt {2}}}}.} Минимальный многочлен {\displaystyle \alpha } равен {\displaystyle x^{3}+3x-2.}
- Аналогичный для {\displaystyle \alpha ={\sqrt[{3}]{1+{\sqrt {2}}}}-{\sqrt[{3}]{1-{\sqrt {2}}}}} многочлен равен {\displaystyle (x^{3}-3x-2{\sqrt {2}})(x^{3}-3x+2{\sqrt {2}})=x^{6}-6x^{4}+9x^{2}-8.}

## Сопряжённые элементы
Сопряжённые элементы алгебраического элемента {\displaystyle \alpha } над полем {\displaystyle K} — это все (остальные) корни минимального многочлена {\displaystyle \alpha }.

### Свойства
Пусть {\displaystyle E\supsetneq K} — нормальное расширение с группой автоморфизмов {\displaystyle G}, {\displaystyle \alpha \in E}. Тогда для любого {\displaystyle g\in G} элемент {\displaystyle g(\alpha )} является сопряжённым к {\displaystyle \alpha }, так как любой автоморфизм переводит корни данного многочлена из {\displaystyle K[x]} снова в корни. Обратно, любой элемент {\displaystyle \beta }, сопряжённый к {\displaystyle \alpha }, имеет такой вид: это значит, что группа {\displaystyle G} действует транзитивно на множестве сопряжённых элементов. Следовательно, по неприводимости минимального многочлена, {\displaystyle K(\alpha )} K-изоморфно {\displaystyle K(\beta )}. Следовательно, отношение сопряжённости симметрично.
Теорема Кронекера утверждает, что любое алгебраическое целое число, такое что его модуль и модуль всех сопряжённых ему в поле комплексных чисел равен 1, является корнем из единицы.